# 雷亚诺
雷亚诺（義大利語：Reano），是意大利都灵省的一个市镇。总面积6平方公里，人口1667人，人口密度277.8人/平方公里（2009年）。ISTAT代码为001211。